# Rinorea thomasii
Espèce
Statut de conservation UICN

 VU A3c : Vulnérable
Rinorea thomasii Achound. est une espèce de plantes à fleurs de la famille des Violaceae et du genre Rinorea. C'est une plante endémique du Cameroun que l'on trouve depuis le parc national de Korup  jusqu'aux contreforts du mont Cameroun et du mont Koupé.

## Étymologie
Son épithète spécifique thomasii rend hommage au botaniste Duncan Thomas, actif au Cameroun.